# Cetopsis montana
Cetopsis montana är en fiskart som beskrevs av Vari, Ferraris och De Pinna 2005. Cetopsis montana ingår i släktet Cetopsis och familjen Cetopsidae. Inga underarter finns listade i Catalogue of Life.